# Corberon
Corberon – miejscowość i gmina we Francji, w regionie Burgundia-Franche-Comté, w departamencie Côte-d’Or.
Według danych na rok 1990 gminę zamieszkiwały 283 osoby, a gęstość zaludnienia wynosiła 24 osoby/km² (wśród 2044 gmin Burgundii Corberon plasuje się na 630. miejscu pod względem liczby ludności, natomiast pod względem powierzchni na miejscu 814.).